# AsiaSat 6
AsiaSat 6 — геостационарный спутник связи, принадлежащий гонконгскому спутниковому оператору, компании AsiaSat. Половина мощностей спутника (14 транспондеров из 28) отданы таиландскому спутниковому оператору Thaicom, который позиционирует свою часть под брендом Thaicom 7.
Спутник предназначен для предоставления телекоммуникационных услуг для Азии, Австралазии, Центральной Азии и некоторых островов Тихого Океана.
Располагается на орбитальной позиции 120° восточной долготы.
Запущен 7 сентября 2014 года ракетой-носителем Falcon 9 v1.1.

## Аппарат
Построен на базе космической платформы LS-1300LL компанией Space Systems/Loral. Электроснабжение обеспечивают два крыла солнечных батарей и аккумуляторные батареи. Орбитальное маневрирование осуществляется с помощью гидразиновых двигателей малой тяги. Ожидаемый срок службы — 15 лет. Стартовая масса спутника составляет 4428 кг.

### Транспондеры
На спутник установлены 28 активных транспондера C-диапазона ёмкостью 36 МГц.

### Покрытие
Спутник AsiaSat 6 будет обеспечивать услуги телевизионного вещания и широкополосного доступа в интернет потребителям Азии, Австралазии, Центральной Азии и островов Тихого Океана.

## Запуск
Четвёртый запуск коммерческого спутника на геопереходную орбиту для компании SpaceX.
Запуск намеченный на 27 августа 2014 года был отложен в связи с выяснением обстоятельств аварии тестового прототипа F9R Dev1, которая произошла 22 августа при очередном тестовом полёте на испытательном полигоне компании SpaceX в МакГрегоре.
Запуск спутника AsiaSat 6 состоялся в 5:00 UTC 7 сентября 2014 года ракетой-носителем Falcon 9 v1.1 со стартового комплекса SLC-40 на мысе Канаверал. Через 32 минуты после запуска аппарат выведен на целевую геопереходную орбиту 185 х 35 786 км, наклонение 25,3°.

## Галерея

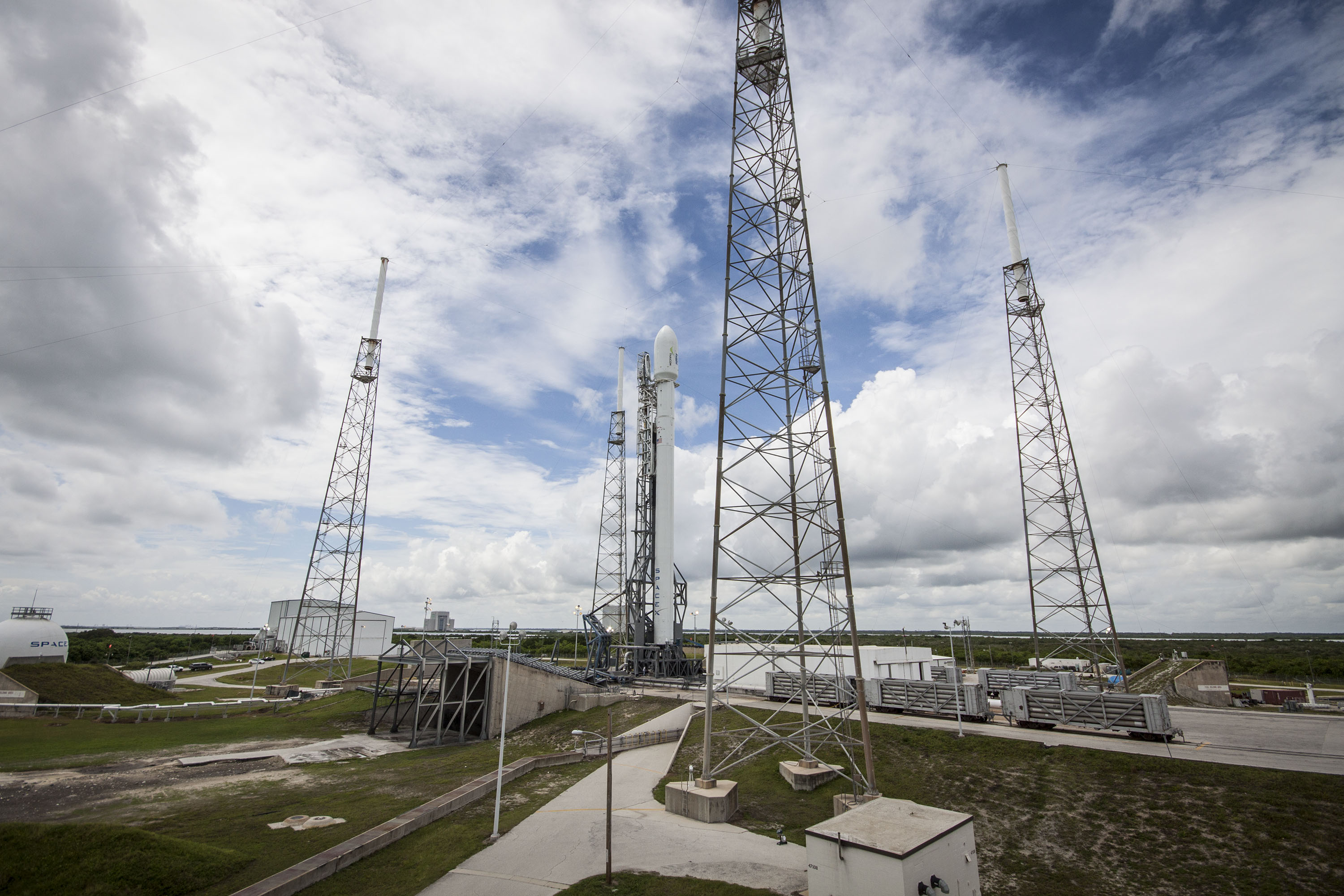
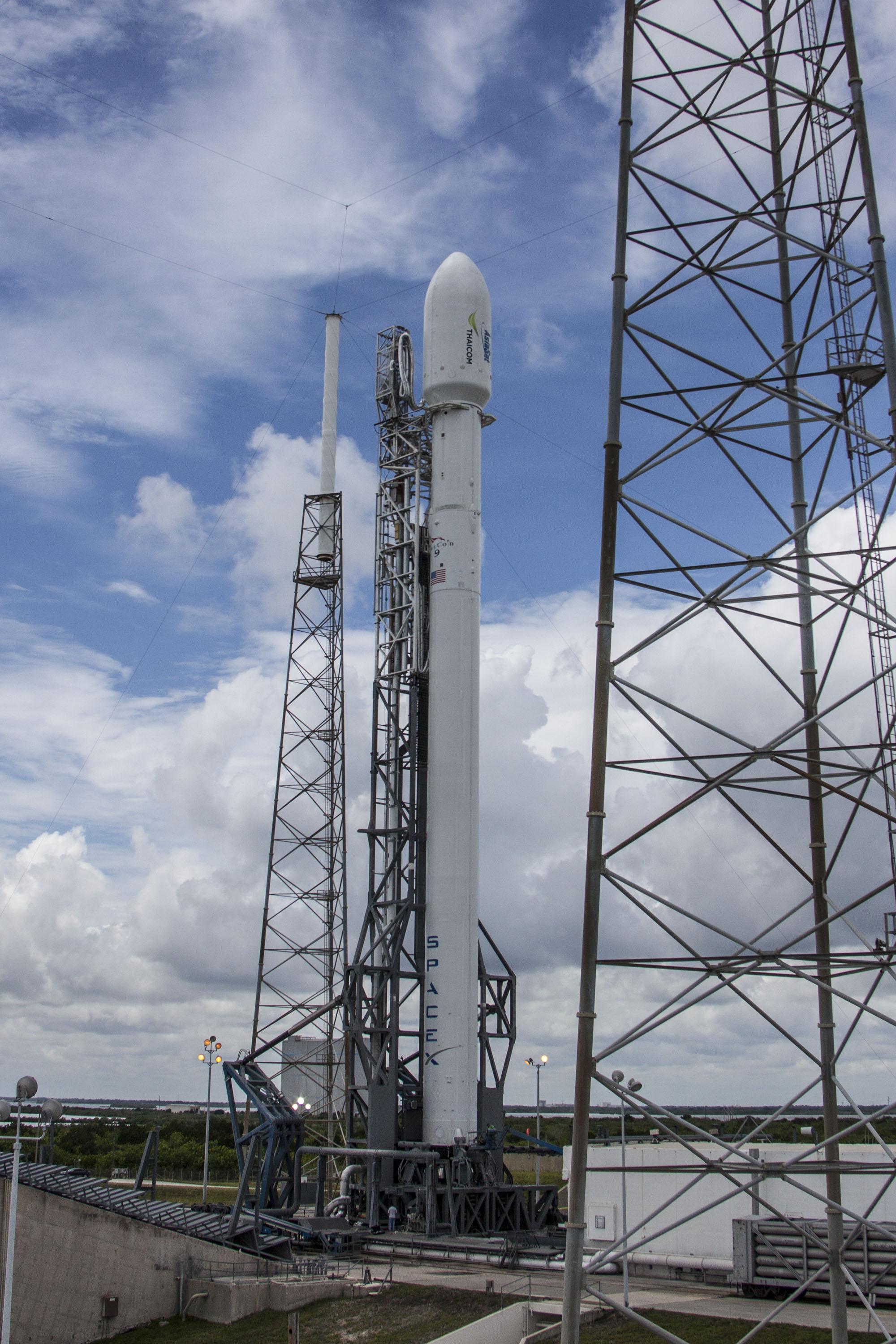
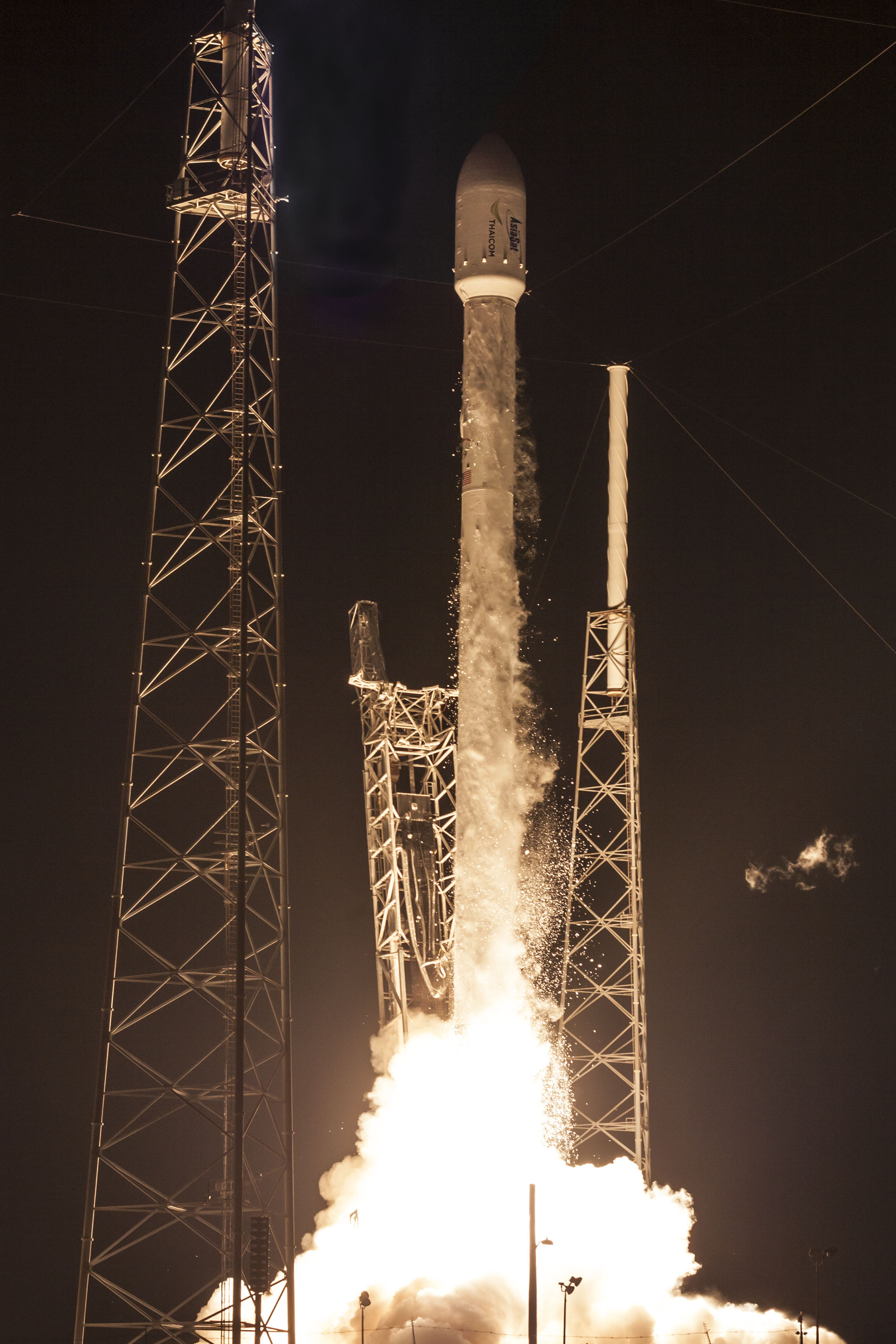
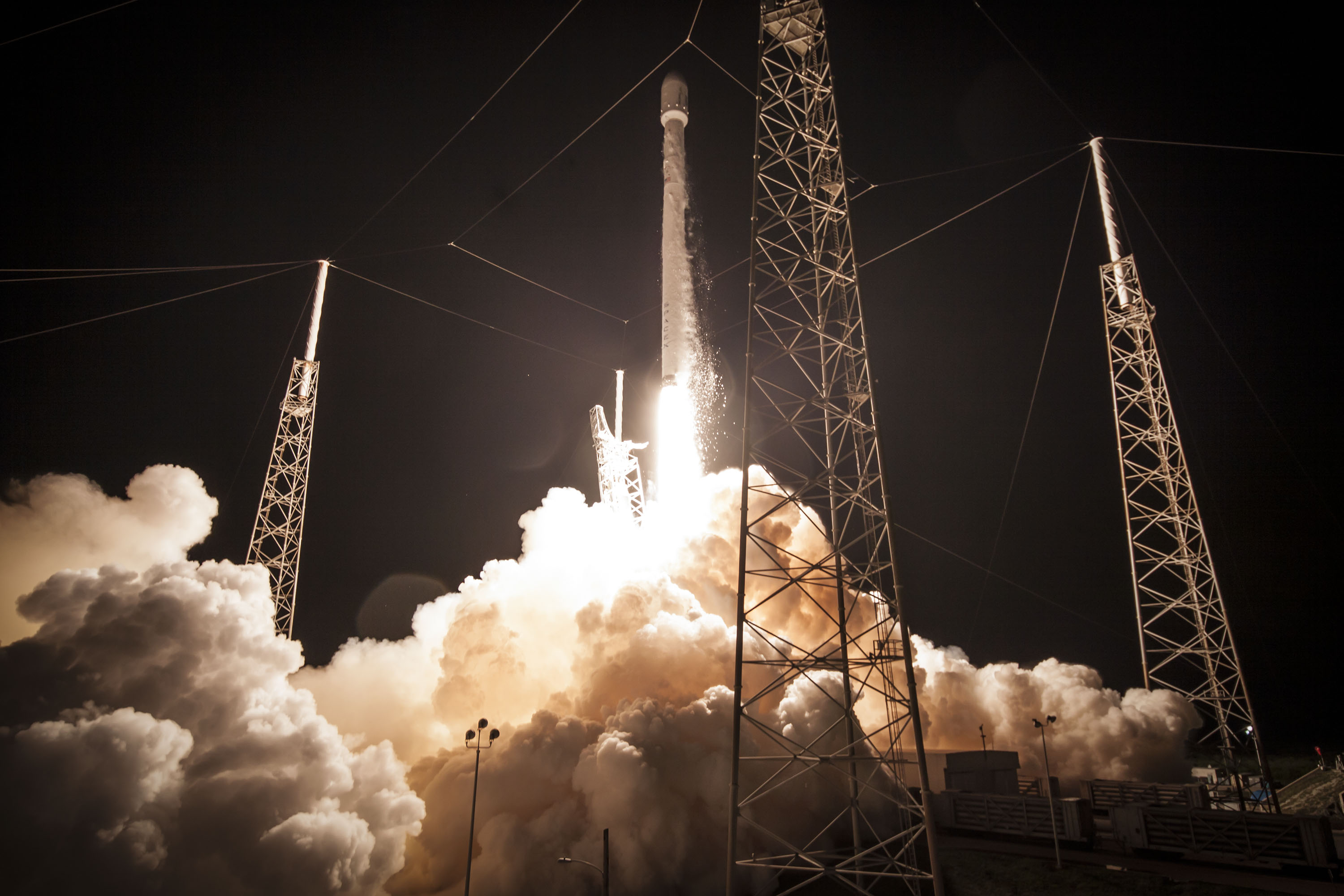
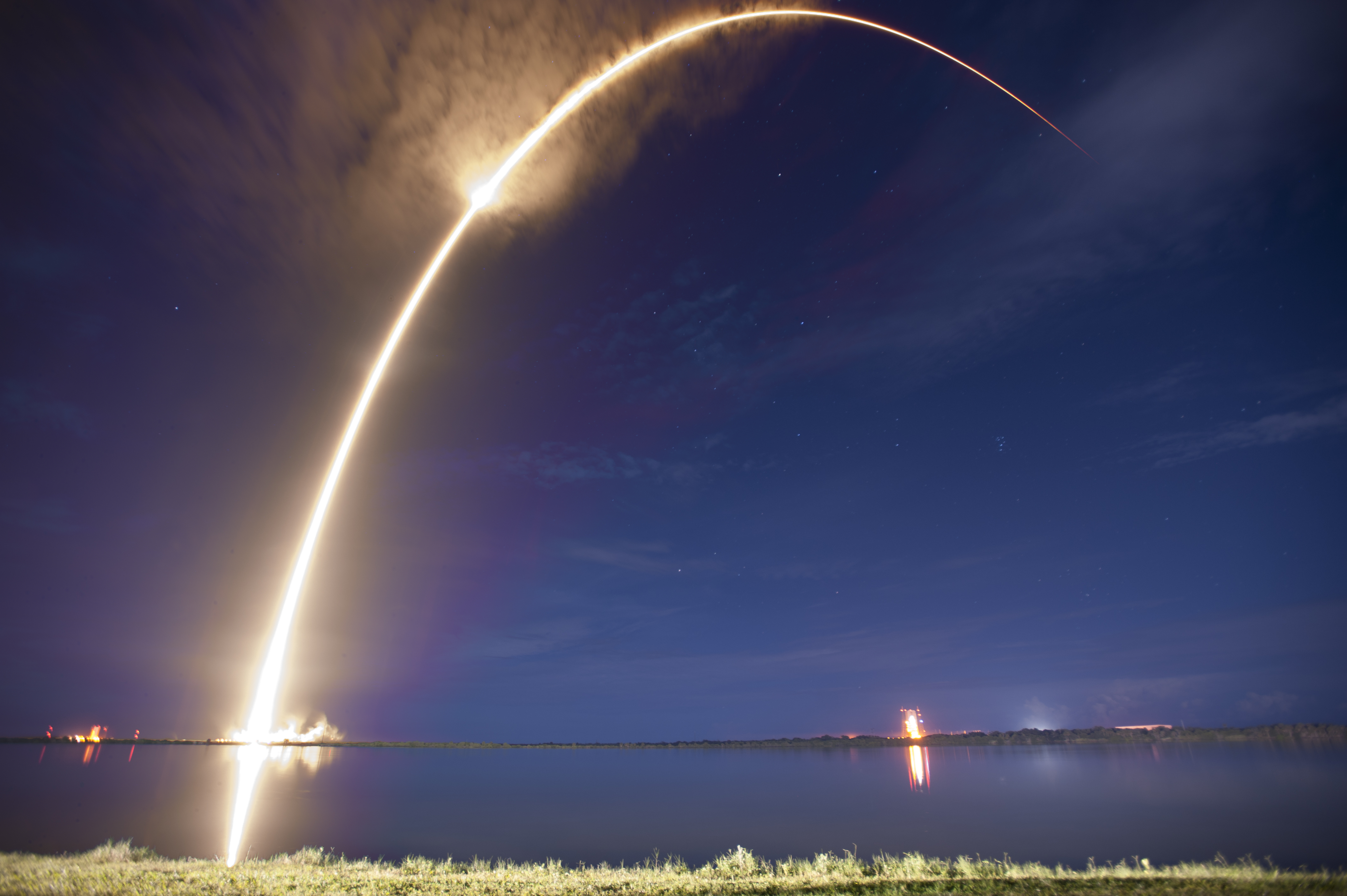